# Дісней Ворлд

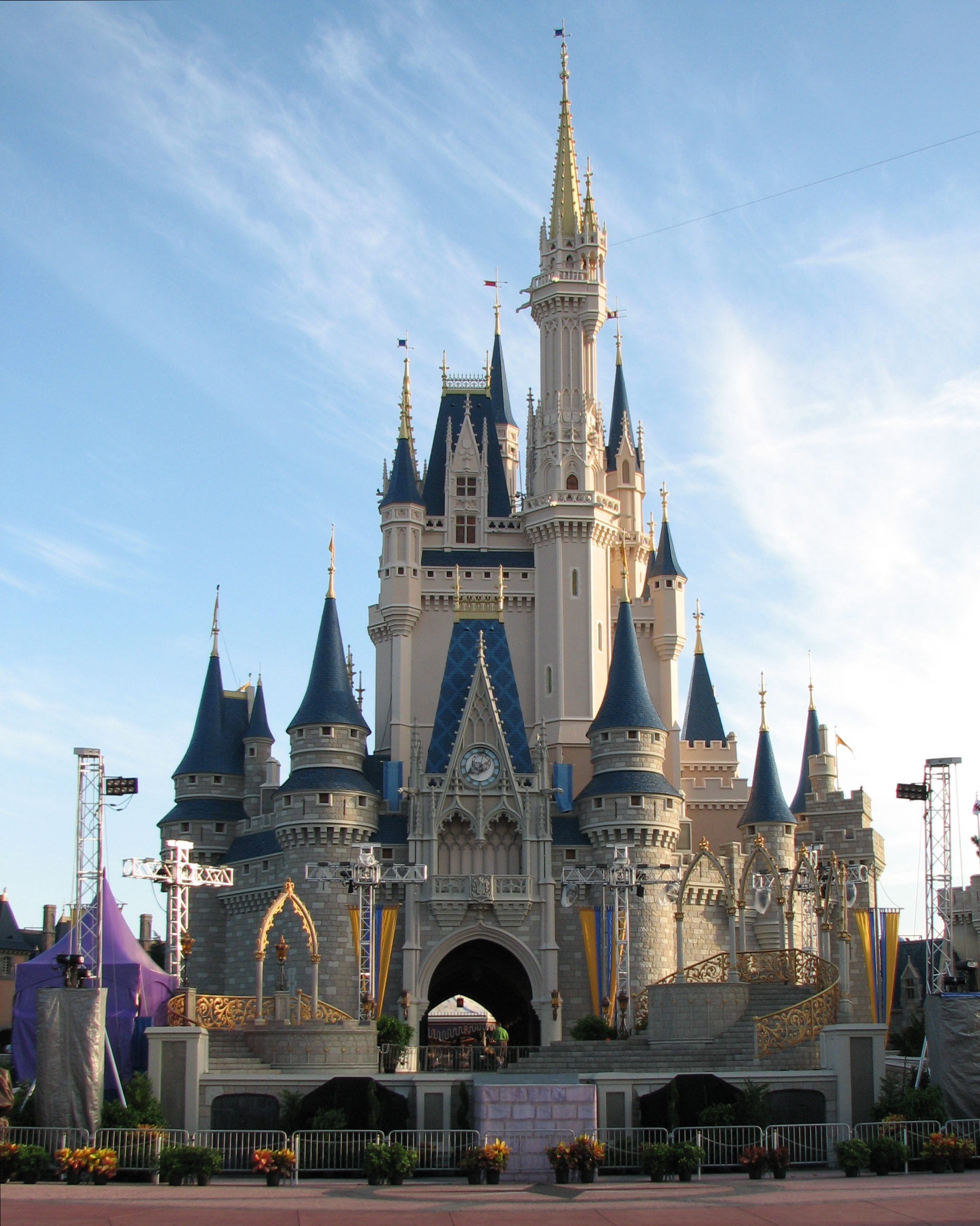
Замок Попелюшки - офіційний символ Діснейворлду та парку "Чарівне королівство"

Дісней Ворлд (англ. Disney World), офіційна назва — «Всесвітній центр відпочинку Волта Діснея» (англ. Walt Disney World Resort) — найбільший і найвідвідуваніший центр розваг у світі, займає площу 121,7 км². У його складі: чотири тематичних парки, два аквапарки, 23 тематичних готелів (плюс ще 8, які не належать компанії Волта Діснея), два спа-курорти, фітнес центри, інші місця відпочинку і розваг. Розташований на південний захід від міста Орландо, штат Флорида, США. Парк відкрився 1 жовтня 1971 року і спочатку складався лише з тематичного парку «Чарівне Королівство» (Magic Kingdom theme park). Потім, 1 жовтня 1982 був відкритий «Епкот» (Epcot), 1 травня 1989 «Голлівудські Студії Діснея» (Disney's Hollywood Studios) і 22 квітня 1998 «Королівство тварин Діснея» (Disney's Animal Kingdom theme park).
Всесвітньо відомий центр розваг став втіленням давньої мрії Волта Діснея. Його початковий тематичний парк, «Чарівне Королівство» був спроектований за аналогією Діснейленду в Каліфорнії. Волт Дісней створив «Дісней Уорлд», щоб мати центр відпочинку, який би значно відрізнявся від Діснейленду в Каліфорнії; він пропонує набагато ширший вибір видовищних атракціонів, місць відпочинку, тематичних готелів і розваг.

## Історія та розвиток

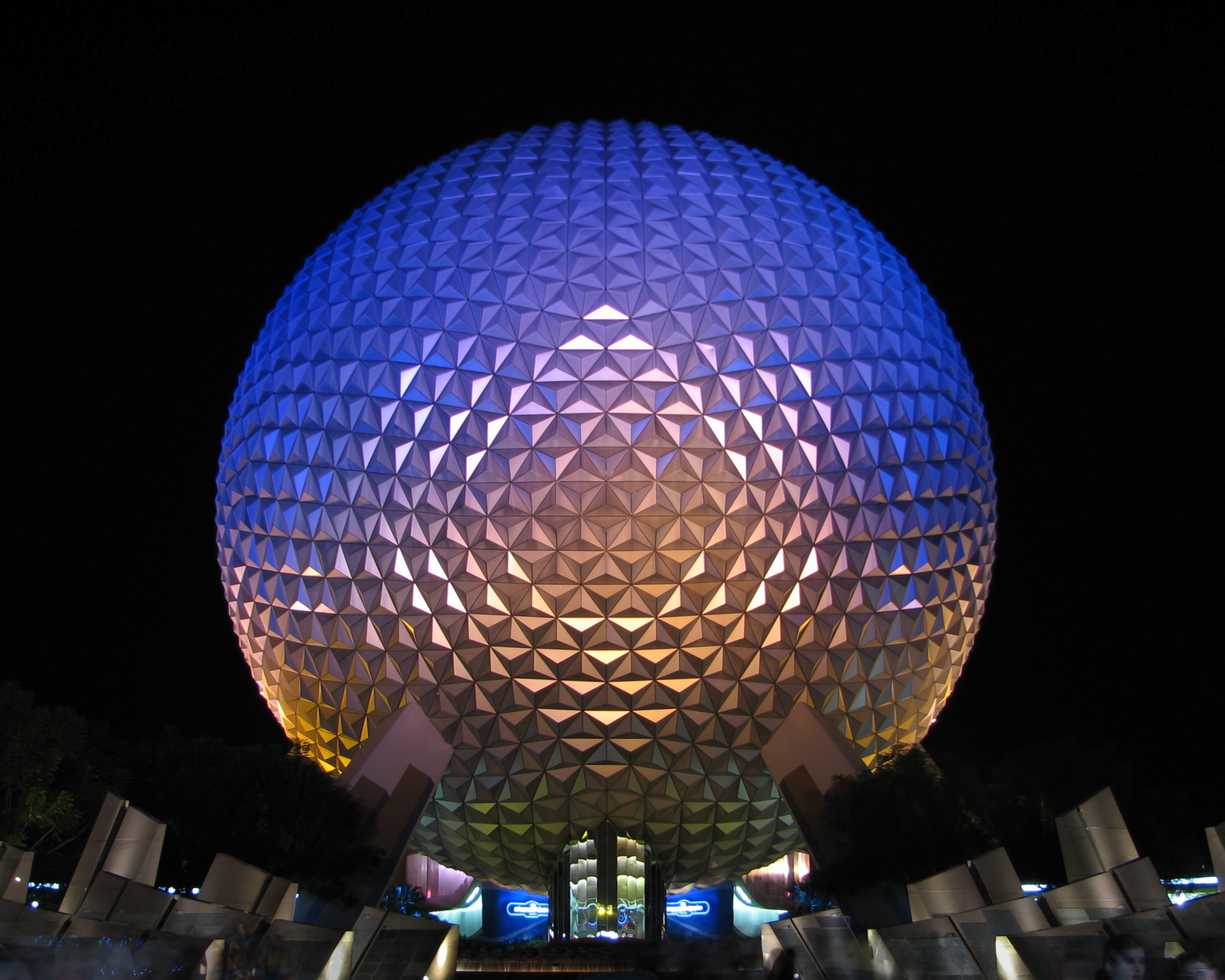
Космічний корабель "Земля",символ Epcot

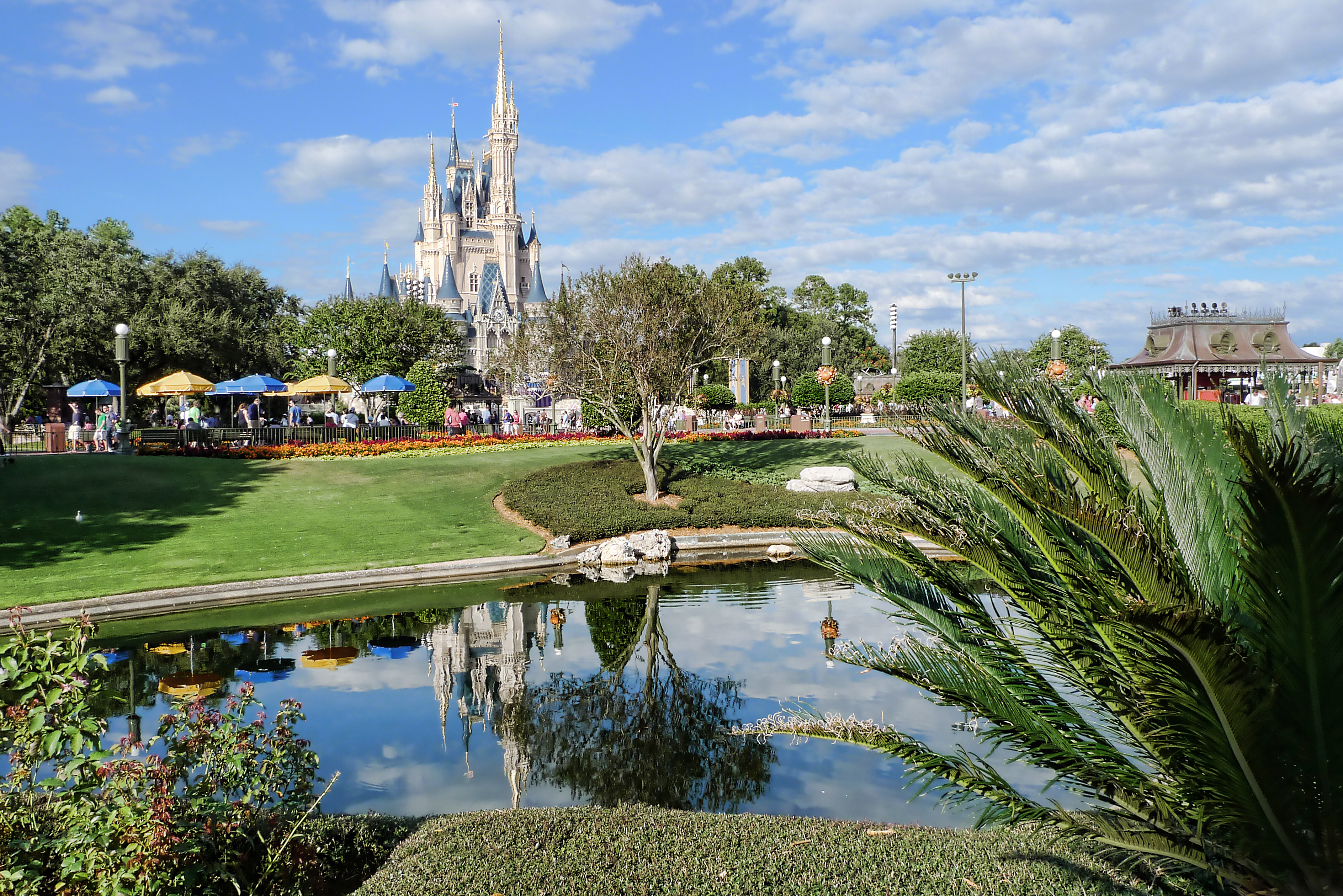
Чарівне Королівство є найвідвідуванішим тематичним парком у світі.

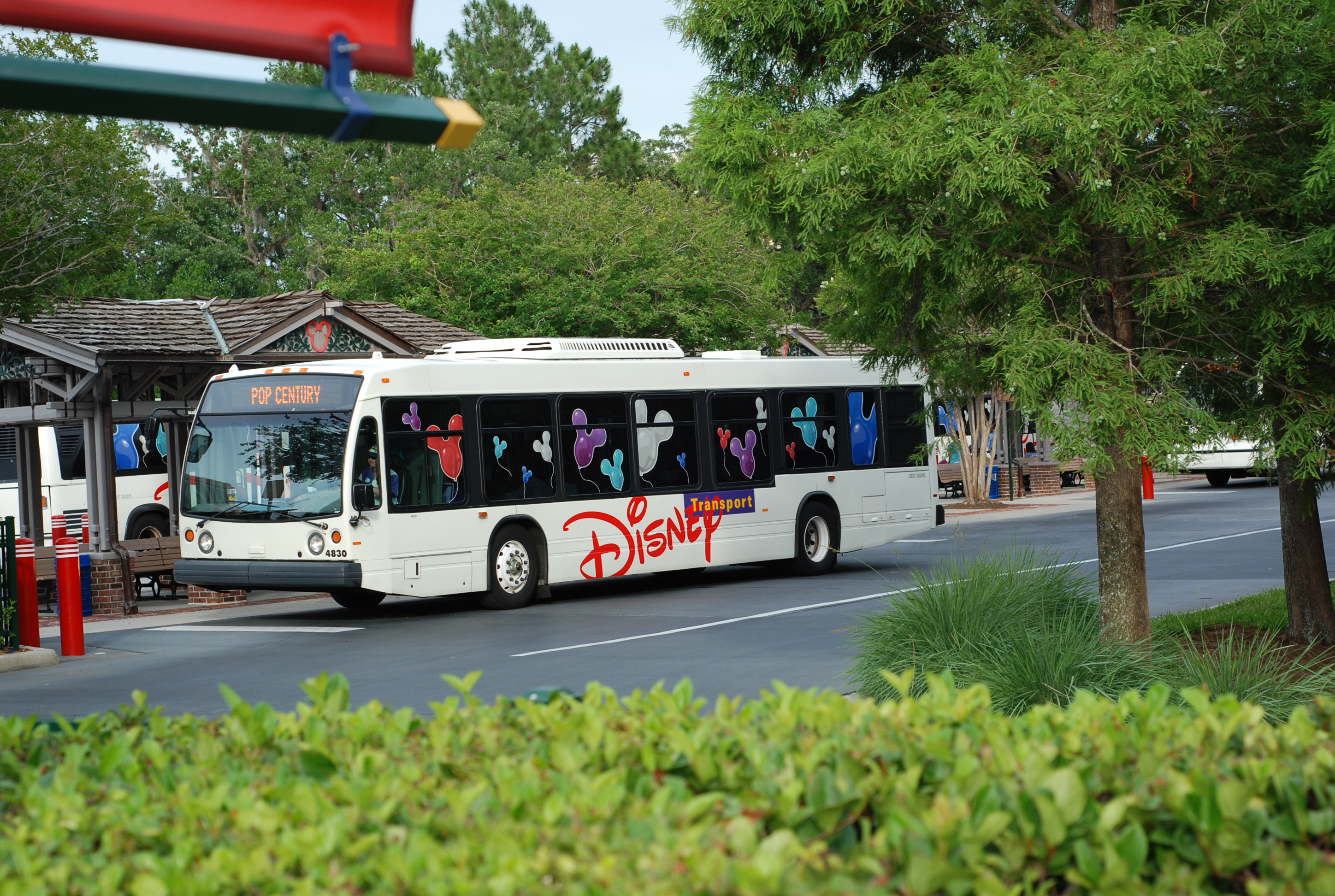
Діснеївський автобус-один із способів пересуватись по Діснейворлду.

У 1959 Walt Disney Productions розпочав пошук землі для другого парку, щоб доповнити Діснейленд, відкритий в Анахаймі в 1955. Опитування показали, що тільки 2% відвідувачів Діснейленду були з територій на схід від річки Міссісіпі, де проживало 75% населення США. Крім того, Діснею дуже не подобалася комерційна діяльність, що виникла навколо Діснейленду, і він хотів отримати контроль над значно більшою територією для свого нового проекту.
Волт Дісней пролетів над Орландо (одним з багатьох місць) у листопаді 1963 року. Побачивши добре розвинену мережу доріг, Дісней вибрав розташований в центрі майданчик біля озера Бей Лейк.
Щоб уникнути сплеску спекуляції з цінами на землю, Дісней використовував різні фіктивні компанії для придбання 11 106 га землі. У травні 1965 р. були зареєстровані найбільші оборудки, пов'язані з купівлею землі, в кількох милях на північний захід від Орландо, в окрузі Оцеола. У більшості випадків, власники були раді позбутися земель, які складалися в основному з боліт. Ще однією проблемою були права на розробку корисних копалин на цих землях, що належали Університету Тафтс. Без передачі прав, Тафтс мав право в будь-який момент зажадати знести будівлі для видобутку корисних копалин.
Після того, як більшість земель були викуплені, інформація про реального власника була опублікована в газеті Orlando Sentinel 20 жовтня 1965. Після цього, 15 листопада 1965 року, Уолт Дісней організував прес-конференцію, під час якої розповів про плани розвитку цієї території, включаючи будівництво EPCOT, «Експериментального прототипу спільноти майбутнього», який мав стати футуристичним містом (також відомий під назвою Місто Прогресу). Однак плани з приводу EPCOT кардинально змінилися після смерті Діснея. EPCOT став EPCOT Center, другим тематичним парком Дісней Ворлд, відкритим в 1982 році.
Волт Дісней помер 15 грудня 1966 року, так і не побачивши втілення своєї мрії. Його брат і партнер по бізнесу, Рой Дісней, відклав свій вихід на пенсію, щоб контролювати першу фазу будівництва тематичного парку.
2 лютого 1967 Рой Дісней провів прес-конференцію в місті Зимовий Парк, Флорида. Під час прес-конференції був продемонстрований фільм (останній фільм, знятий Волтом Діснеєм перед смертю), в якому ролі EPCOT надавали особливого значення. Після демонстрації фільму було оголошено, що для успішного втілення в життя проекту Дісней Уорлд, необхідне створення спеціального району — «Ріді Крик імпрувмент Дистрикт» (Reedy Creek Improvement District) з двома містами Ріді Крик (Reedy Creek), і Бей Лейк (Bay Lake), (нині званий Лейк Буена Віста (Lake Buena Vista). На додаток до звичайних прав самоврядного міста, які включають право випуску безподаткових облігацій, район повинен мати незалежність від будь-яких діючих або майбутніх законів округу і штату, пов'язаних з використанням землі. Єдина область, в якій район повинен підкорятися округу і штату — це податки на власність та інспекції атракціонів.
Законопроект про створення району з двома містами був підписаний і набув чинності 12 травня 1967 року. Верховний Суд штату Флорида в 1968 році постановив, що район має право випускати облігації для публічних проектів в межах Ріді Крик імпрувмент Дистрикт, які не обкладалися податками.
До моменту відкриття 1 жовтня 1971 був введений в експлуатацію тематичний парк Чарівне Королівство разом з курортним готелем Disney's Contemporary Resort, тематичним готелем Disney's Polynesian Resort та кемпінг-пансіонатом Disney's Fort Wilderness Resort & Campground. Поля для гольфу «Пальма» і «Магнолія» були відкриті недалеко від Чарівного Королівства за кілька тижнів до відкриття основного парку.
Рой Олівер Дісней урочисто відкрив парк і заявив, що він буде названий «Walt Disney World» (Світ Уолта Діснея) на честь його рідного брата. Під час відкриття Рой заявив: «Всі чули про автомобілі Форд. Але чи всі з них чули про Генрі Фордa, який створив їх? Дісней Уорлд названий на честь людини, що створила все це, так що люди будуть пам'ятати його ім'я до тих пір, поки Дісней Уорлд існує». Незабаром після відкриття, Рой Дісней запитав вдову Уолта, Лілліан, що вона думає про центр розваг Дісней Уорлд. Згідно з біографом Бобом Томасом, вона відповіла: «Я думаю, що Уолт схвалив би його».
Рой Дісней помер 20 грудня 1971, менше ніж через три місяці після відкриття парку.
У 1982 році був відкритий тематичний парк EPCOT Center, адаптований варіант ідеї Уолта Діснея про «співтовариство майбутнього». Парк отримав постійне ім'я Epcot в 1996 році. У 1989 додався «Студії Діснея МГМ», тематичний парк в дусі шоу-бізнесу, у 2008 році отримав назву Голлівудські Студії Діснея. Четвертий тематичний парк, Королівство тварин Діснея, відкрився в 1998 році.
Мег Крофтон була обрана президентом Дісней Уорлд в серпні 2006, замінивши Ал Вайсс, який обіймав цю посаду з 1994 року.

## Місце розташування
Незважаючи на маркетингові заяви та суспільну думку, Дісней Уорлд в штаті Флорида розташований не в межах міста Орландо, а за 34 км на південний захід від Орландо в межах округу Оріндж, і частково в сусідньому окрузі Оцеола. Ріді Крик імпрувмент Дистрикт управляє власністю компанії, розташовану в містах Бей Лейк і Лейк Буена Віста.

## Відвідування
У травні 2008 року випуск економічного журналу «Park World» повідомив про кількість відвідувань за 2007 рік, складених Асоціацією економічних досліджень у співпраці з TEA (колишня Асоціація тематичних розваг):
• Чарівне Королівство — 17 млн відвідувань (No. 1 у світі)
• Epcot — 10.9 млн відвідувань (No. 6)
• Голлівудські студії Діснея — 9.51 млн відвідувань (No. 7)
• Королівство тварин Діснея — 9.49 млн відвідувань (No. 8)

## Зайнятість
Коли в 1971 році відкрилось Чарівне Королівство, у парку працювало близько 5 500 осіб. Сьогодні кількість працівників нараховує 66 000 осіб, на зарплату яким витрачається $1.2 млрд і $474 млн на пільги та доплати щорічно. Будучи найбільшим роботодавцем з місцезнаходженням на єдиному виробничому об'єкті, розважальний центр Дісней Уорлд нараховує понад 3 700 класифікації посад. Парк також спонсорує та управляє Програмою коледжу Світ Уолта Діснея, програма стажувань якого дає можливість студентам американських коледжів жити в межах 24 км від парку в трьох житлових комплексах, що належать Діснею, і працювати в парку. Студенти складають більшу частину акторів тематичного парку. Також існує Міжнародна програма коледжу Уолта Діснея, програма стажувань для студентів з усього світу.

## Обслуговування
30 березня 2004 в статті газети The Orlando Sentinel, тодішній президент Дісней Уорлд Ал Вайсс оприлюднив деякі факти з приводу обслуговування тематичного парку:
• Понад 5 000 працівників зайняті обслуговуванням та інженерно-технічними роботами, включаючи 750 садівників та 600 художників.
• Дісней витрачає більше $100 мільйонів щорічно на технічне обслуговування Чарівного Королівства. У 2003 році $6 млн були витрачені на реставрацію ресторану Кришталевий Палац. 90% відвідувачів вважають, що утримання та чистота Чарівного Королівства знаходиться на найвищому рівні.
• вулиці прибираються кожну ніч при допомозі пару.
• На частину працівників покладене завдання окрашування антикварних карусельних коней, при цьому вони використовують листи справжнього сусального золота.
• У парку є розплідник для вирощування молодих дерев, так що коли старе дерево потребує заміни, на його місці посадять інше віком 30 років.

## Транспорт
Автобусний парк «Транспорт Діснея» на території Дісней Уорлд доступний для відвідувачів безкоштовно. У 2007 «Транспорт Діснея» приступив до підвищення якості обслуговування пасажирів в автобусах. Супутникові системи GPS через гучномовці в автобусах повідомляють інформацію про заходи безпеки, дають корисну інформацію про парк та інші оголошення загального характеру, в тому числі транслюють розважальну музику. Не варто плутати їх з автобусами «круїзні лінії Діснея» та «Чарівного Експресу Діснея», які управляються Mears Transportation. Водне таксі доставляє в деякі пункти парку. Монорейкова Система Дісней Уорлд також забезпечує перевезення по парку.
Раніше функціонувало 12 монорейкових поїздів, проте через катастрофу в липні 2009 Рожева і Пурпурова монорейкові дороги були зняті з обслуговування. Деякі частини Рожевої і Пурпурової монорейкових доріг були використані для створення нового Синього поїзда, який стартував у листопаді 2009 року, довівши кількість монорейкових потягів до 11. Вони працюють на трьох маршрутах, які з'єднуються в Транспортному та Квитковому Центрі (TTC) поряд з парковкою поблизу Чарівного Королівства. Одна лінія забезпечує безупинний експрес проїзд у Чарівне Королівство, друга лінія з'єднує TTC і Epcot. Третя лінія з'єднує TTC і Чарівне Королівство з готелями Contemporary, Polynesian і Grand Floridian.